# Wortzauber
Der Begriff Wortzauber oder Wortmagie umfasst alle Praktiken, die eine magische Wirkkraft von gedachten und gesprochenen Worten annehmen. Konkrete Formen können der Namenszauber oder bestimmte Aspekte des Segens oder Fluchs sein; implizite Formen lassen sich im Gedankenzauber finden.
Die Annahme von der Wirkkraft von Worten beruht auf der Vorstellung, dass ein Wort mit dem entsprechenden Gegenstand partizipiere. Das heißt, Worte werden als wesensidentisch oder zumindest miteinander verknüpft mit dem Objekt gedacht, das beeinflusst werden soll, zumindest aber stellt das Wort ein materiales Attribut des Gegenstandes dar (besonders intensiv ist diese Vorstellung im Bezug auf den Namen). Jemand, der die Worte verwendete, konnte so angeblich einen Einfluss auf die dazugehörigen Objekte (etwa Waffen) und Personen nehmen (Beschwörung durch Besprechen). In dieser Form dürfte das Wort Besprechen für einen Wortzauber wohl schon 790 als fränkisch bisprachidu nachweislich sein.
Eine damit parallel laufende Form der magischen Wortvorstellung ist, dass die Rezitation eines Wortes einen Zauber unterstützt, indem man in einem Atemzug eine höhere Macht, etwa große Götter, anruft, nicht indem jene selbst Opfer des Zaubers ist, sondern diesen dann unterstützt (Anrufung).
Den populärsten Fall von Wortzauber stellen die Zaubersprüche dar; aber auch jedes andere Ritual, das Gesang und Namensnennungen verwendet, bedient sich des Wortzaubers.
Wortzauber besitzen eine gewisse Wesensüberschneidung zu dem allgemeinen Prinzip des Analogiezaubers. Fälle von Verbalanalogie sind z. B. Praktiken, die Regen aufgrund des Erzählens eines Mythos, der eine dazu passende Geschichte thematisiert, herbeiführen sollen.
Eng verbunden mit dem Wortzauber ist das Aussprech-Tabu, also der Glaube, dass schon das Sprechen eines Wortes oder Nennen eines Namens zu unliebsamen Folgen führen kann. So war es in vielen Kulturen üblich, Fremden nicht seinen wahren Namen zu verraten, um ihm nicht Macht über sich zu verleihen.
Es ist anzunehmen, dass die Wortmagie so alt ist wie Sprache selbst, sie ist in allen Kulturen heimisch und hat sich heute auch in religiösen Formen wie dem Gebet oder dem Mantra, der Sitte der Eigennamen (mit glückverheissender Bedeutung), dem Fluchen (als Unmutsäußerung ohne konkreten Adressaten), aber auch rudimentär oder reduziert in sozialen Kontaktformen wie dem Segenswunsch, dem Schimpfwort und dem Gruß (bis hin zu Formeln wie Mahlzeit oder Gute Nacht) und vielen anderen Kulturäußerungen erhalten.